# Aided Chlainne Tuirenn
Aided Chlainne Tuirenn ['aðʴeð 'xlaNʴe 'turʴeN] („Der Tod der Kinder Tuirenns“), auch Oidheadh Chlainne Tuireann, ist der Name einer Erzählung aus dem mythologischen Zyklus. In frühneuirischer Sprache sind einige Manuskripte aus dem 18. Jahrhundert davon erhalten.

## Inhalt
Die drei aus dem Volk der Túatha Dé Danann stammenden Brüder Brian, Iuchar und Iucharba ermorden Lughs Vater Cian. Lugh belegt sie zur Sühne mit der Lösung von acht nahezu unmöglich zu erfüllenden Aufgaben. Sie sollen unter anderem die Hesperiden-Äpfel, die heilkräftige Schweinshaut aus dem Besitz des Königs von Griechenland, die vergiftete Lanze des Königs von Persien, und die windschnellen Pferde des Königs von Sizilien für Lugh beschaffen.
Es gelingt ihnen, alle Aufgaben zu lösen, doch werden sie bei der Erfüllung der letzten tödlich verletzt. Trotz der Bitten ihres Vaters Tuirenn weigert sich Lugh, sie durch die wundertätige Schweinshaut zu retten und lässt sie aus Rache sterben. Über ihren Leichen bricht dann auch Tuirenn aus Schmerz über den Verlust seiner Söhne tot zusammen.